# Международный аэропорт имени Христофора Колумба
Международный аэропорт Генуя имени Христофора Колумба (итал. Aeroporto di Genova-Cristoforo Colombo; ИАТА: GOA, ИКАО: LIMJ) — генуэзский аэропорт построенный на искусственном полуострове, в 6 км от центра города. Аэропорт обслуживает порт Генуи, и в настоящее время управляется компанией Aeroporto di Genova, которая модернизировала комплекс аэропорта. В 2008 году услугами аэропорта воспользовались 1 202 168 пассажиров.

## Авиакомпании и направления
- Air France
- British Airways (Лондон-Аэропорт Гатвик)
- Iberia Airlines
  - управляется Air Nostrum (Мадрид)
- Lufthansa
  - Lufthansa Regional управляется Air Dolomiti (Мюнхен)
- Myair (Бари)
- Ryanair (Альгеро, Кальяри, Лондон-Аэропорт Станстед)
- S7 Airlines (Москва-Домодедово, сезонный)
- Победа (Москва-Внуково)